# Unidad Académica para la Cultura y las Artes de la Universidad de Guanajuato
La Unidad Académica para la Cultura y las Artes de la Universidad de Guanajuato es un espacio en el Forum Cultural Guanajuato en el que se forman promotores culturales bajo la dirección de la Universidad de Guanajuato.
En ella se ofrecen distintos cursos, diplomados y talleres relacionados con las artes, además de la Licenciatura en Cultura y Arte de la Universidad de Guanajuato.